# Polsko na Zimních olympijských hrách 2010
Polsko na Zimních olympijských hrách 2010 reprezentovalo 46 sportovců (26 mužů a 20 žen) ve 11 sportech.

## Medailisté
| Medaile | Jméno                                                               | Sport           | Disciplína                                 |
| ------- | ------------------------------------------------------------------- | --------------- | ------------------------------------------ |
| Zlato   | Justyna Kowalczyková                                                | Běh na lyžích   | ženy běh na lyžích - 30 km s hrom. startem |
| Stříbro | Justyna Kowalczyková                                                | Běh na lyžích   | ženy Sprint klasicky                       |
| Stříbro | Adam Małysz                                                         | Skoky na lyžích | muži K 120                                 |
| Stříbro | Adam Małysz                                                         | Skoky na lyžích | muži K 90                                  |
| Bronz   | Justyna Kowalczyková                                                | Běh na lyžích   | ženy 15 km stíhací závod (skiatlon)        |
| Bronz   | Katarzyna Bachledová-Curuśová Katarzyna Woźniaková Luiza Złotkowská | rychlobruslení  | stíhací závod družstev ženy                |